# 辘角庄
《辘角庄》是白族民间传说，又名《金桥银路》，载于《南诏野史》。
该故事讲述了大理地名辘角庄的由来：南诏王阁罗凤有个美丽的公主白圭。父王要给她招个女婿，她不愿意，向国王要求：“我要反骑在牛背上，随牛自己走，不管牛走到职家，不管那家人贫富贵贱，我就原配给那家人的儿子。”南诏王心里不愿，但对女儿又无办，只好答应了她。白圭即倒骑在牛背上，顺着莫残溪朝洱海走去，走到一户人家。这户人家外面是两堵石搞，大门也是石头砌的，门口巷道很电水牛角进不去，把它的角弯了又弯，转了又转，才进去了。她到了这户穷人家，就嫁给了农妇的儿子。白圭同栈夫结亲后，她请国王去认亲，南诏王说：“除非你造条金桥银以把金砖铺到王宫门前，我就到你家认亲。后来，农妇得了危白圭拿出金人让核夫去买药。樵夫见了金子，说他打柴的山上多得很。第二天，樵夫拿回一些，白圭一看果然是金子。夫妻俩就去背了许多金子，铺成金桥短路。南记王只好领着百官来认亲，认农妇为亲家母，封核夫为樵夫。人们把这个村子叫辘角庄，作为纪念。
辘角庄传说表达了白族人对自由恋爱的向往，塑造了公主白圭这样一个不贪慕荣华富贵、敢于走出宫廷的理想人物，结局中封樵夫为驸马也表达了对统治者贪欲和等级制度的讽刺。“天婚”习俗在故事中也有所反映。